# Château Haut-Brion
Château Haut-Brion es un vino primer "cru" en la Clasificación Oficial del Vino de Burdeos de 1855. Se encuentra en Pessac, dentro de la comarca de Graves, a dos kilómetros de la ciudad de Burdeos, a cuya región vinícola pertenece. El viñedo abarca 441.000 m² y produce de 12.000 a 15.000 cajas de vino al año. Ubicada en la región de Graves, fue la única finca no perteneciente al Médoc incluida en la clasificación de 1855.

## Historia
Aunque se cree que la vid estaba ya en la región en tiempos de la Antigua Roma, el documento más antiguo que se refiere al cultivo de una parcela de tierra data de 1423. Château Haut-Brion se remonta al año 1525 cuando Jean de Pontac se casó con Jeanne de Bellon, quien aportó como dote la tierra de Haut-Brion. 
Haut-Brion fue el primero de los premier crus importado a los Estados Unidos cuando Thomas Jefferson adquirió seis cajas durante sus viajes por Francia e hizo que se lo enviaran a su finca en Virginia.
Propietarios ilustres han marcado Haut-Brion durante más de cuatro siglos: almirantes, un arzobispo, un Gran Mariscal de Francia, un gobernador de la Guyena, tres alcaldes de Burdeos, Charles-Maurice de Talleyrand-Perigord (en aquella época, ministro de asuntos exteriores del Consulado), y más recientemente el embajador de los Estados Unidos en París, C. Douglas Dillon, quien era Secretario del Tesoro de los Estados Unidos cuando John F. Kennedy era Presidente. 
Actualmente, la duquesa de Mouchy, nieta del banquero estadounidense Clarence Dillon, es la presidenta de la compañía de responsabilidad limitada "Domaine Clarence Dillon", haciendo de Haut-Brion el único primer "cru" de propiedad estadounidense. 
En los sesenta, Haut-Brion fue el primero de los grandes "crus" en innovar con nuevas cubas de fermentación de acero inoxidable. en 1976, la cosecha de 1970 logró el cuarto puesto entre los diez tintos franceses y californianos en la histórica competición vinícola juicio de París.

## Vinicultura

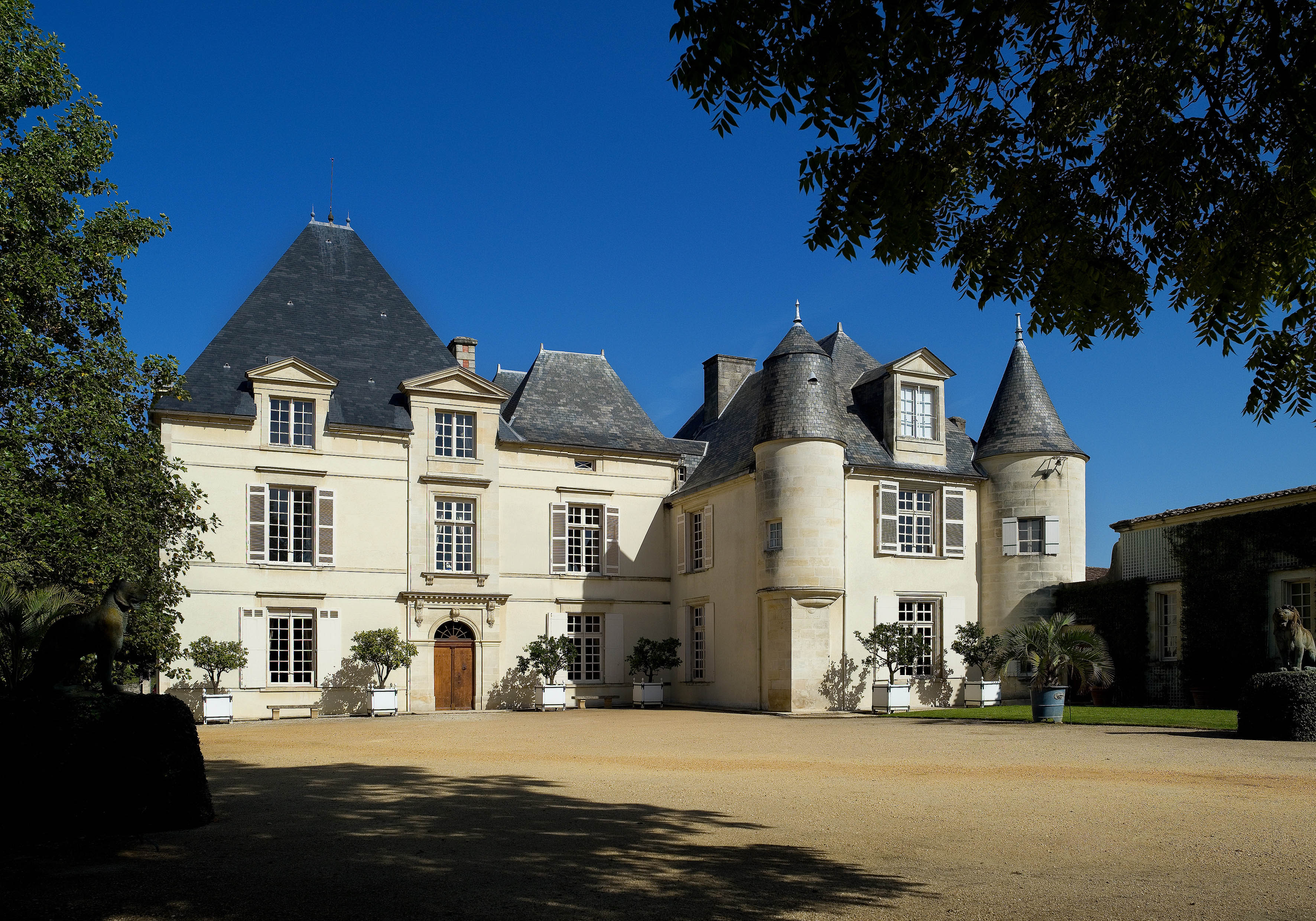
Château Haut-Brion.

Château Haut-Brion tiene plantado un 55% de cabernet sauvignon, 25% merlot, 20% cabernet franc. La edad media de las vides es 30 años.
El Grand Vin en Chateau Haut-Brion se fermenta en cubas de acero inoxidable y envejece en barricas de roble nuevas durante 24-27 meses, y se clarifica con seis claras de huevo por barril. La elaboración del vino está dirigida por Jean-Philippe Delmas, quien cree en una fermentación corta, controlada pero bastante caliente.
Entre las personas que escribieron sobre las cualidades del vino Haut-Brion está el escritor de diarios Samuel Pepys (quien la llamaba "Ho-Bryan"), el filósofo John Locke, el cardenal Richelieu y el presidente de los Estados Unidos Thomas Jefferson.

### Embotellado
Curiosamente, la botella que se muestra arriba recuerda más a la forma tradicionalmente usada para vinos de Borgoña que la usual botella de vino tipo Burdeos.